# Abu-Zayyan I
Abu-Zayyan (I) Muhàmmad ibn Abi-Saïd Uthman ibn Yaghmuràssan o, més senzillament, Abu-Zayyan I fou emir de la dinastia abdalwadita de Tremissèn (Tlemcen).
Va succeir al seu pare Abu-Saïd Uthman I el 6 de juny de 1304. Va aconseguir que els marínides aixequessin el setge al que sotmetien a Tlemcen.
Després va iniciar una expedició contra les tribus orientals que havien donat suport als marínides, especialment els amazics tudjin, que foren derrotats i obligats a sotmetre's i a pagar impostos; els beduïns per la seva banda foren empesos cap al desert
Va retornar a Tlemcen i es va ocupar de reparar la ciutat, damnada durant el setge, però va morir de malaltia a l'any següent el 14 d'abril de 1308. El va succeir el seu germà Abu Hammu I.